# Konnan
Carlos Santiago Espada Moisés (* 6. Januar 1964 in Santiago de Cuba), auch bekannt als Charles Ashenoff und noch besser unter seinem Ringnamen Konnan, ist ein kubanisch-amerikanischer Wrestler. Ashenoff ist besonders in Mexiko sehr populär, da er früher während seiner Zeit bei der mexikanischen Wrestlingliga Asistencia Asesoría y Administración regelmäßig im mexikanischen Fernsehen zu sehen war. Er wurde damals von seinen Fans aufgrund seines Könnens auch als „mexikanischer Hulk Hogan“ bezeichnet, was aber auch auf seinen Popularitätsstatus, den er in Mexiko bei den Fans hat, zurückzuführen ist.
Er wrestlete aber nicht nur in Mexiko, sondern auch in den führenden Wrestlingligen World Wrestling Federation (WWF, heute World Wrestling Entertainment, WWE), World Championship Wrestling (WCW) und Extreme Championship Wrestling (ECW). Außerdem war Ashenoff in der Liga Total Nonstop Action Wrestling (TNA) als aktiver Wrestler tätig. Darüber hinaus war er Manager des Wrestlingstables Latin American Exchange, das aus den Wrestlern Homicide, Hernandez und Ashenoff selbst bestand.

## Lebenslauf

### Jugend und frühe Karriere
Konnan wurde als Charles Ashenoff in Santiago de Cuba auf Kuba geboren. Schon kurz nach seiner Geburt zog seine Familie in die USA nach Miami, Florida. Ashenoff hatte keine gute Kindheit in Miami. Aufgrund inakzeptablen Verhaltens wurde er von diversen Schulen verwiesen, bevor er 1982 die Miami Southwest High School besuchte. Er wurde in dieser Zeit oft festgenommen, weil er mit einer Straßen-Gang Straftaten im Bereich Vandalismus beging. Nach weiteren Auseinandersetzungen mit Drogen-Dealern verließ er Miami, in der Hoffnung seine kriminelle Vergangenheit hinter sich zu lassen. Nach weiteren Straftaten wurde er jedoch vor die Wahl gestellt: Entweder musste er wieder ins Gefängnis oder er ging zum Militär. Er entschied sich für den Dienst bei der United States Navy, wo er für vier Jahre blieb. Während seiner Zeit bei der Navy trainierte er das Boxen und wurde in den Jahren 1982 und 1983 Kalifornischer Champion im Mittelgewicht und repräsentierte die USA in Kämpfen in der ganzen Welt. Nachdem er ein paar Kämpfe am Persischen Golf bestritten hatte, zog Ashenoff wieder zurück in die USA, nach San Diego.

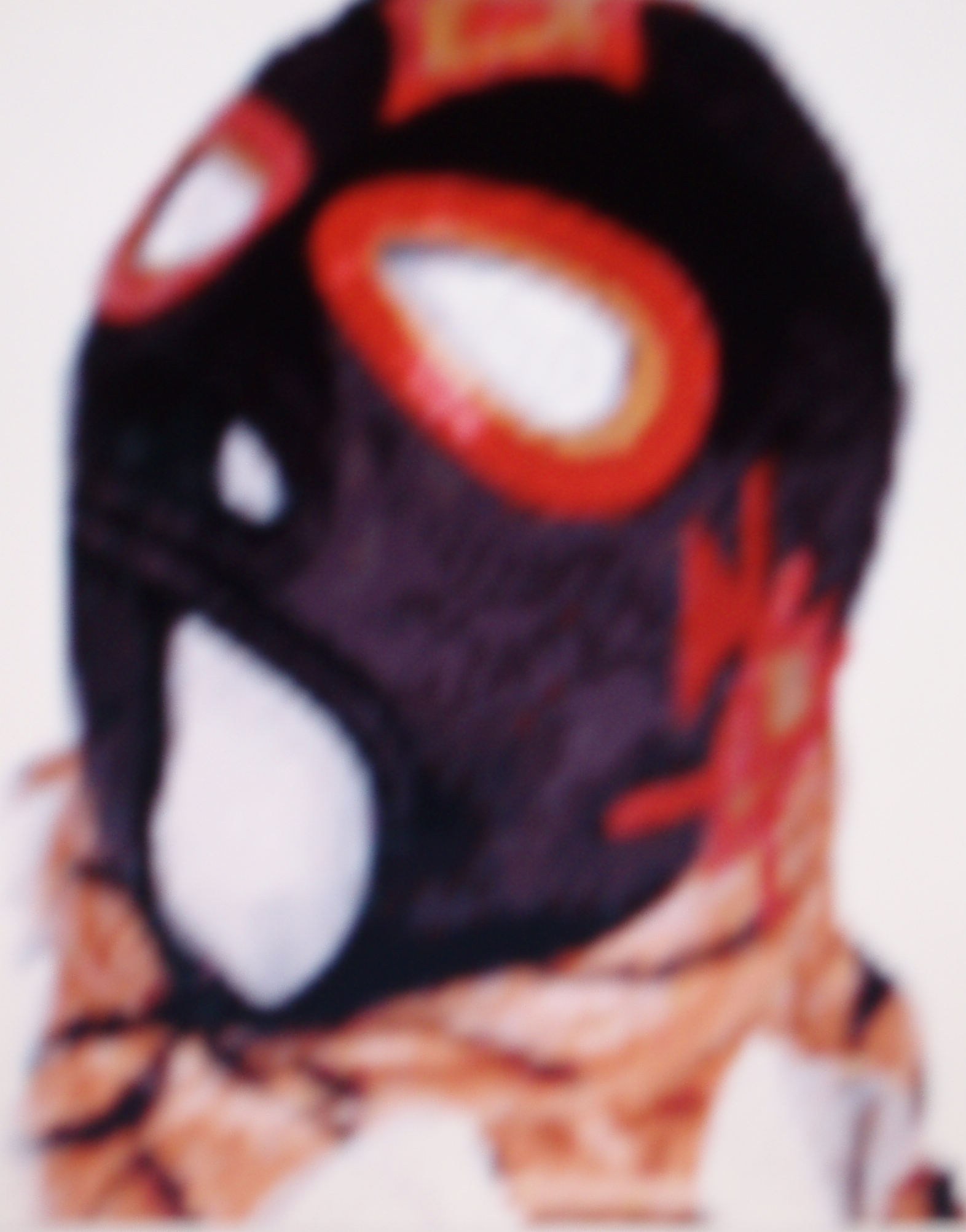
Maske von „Konnan el Barbaro“

Während seiner Zeit in San Diego betätigte sich Ashenoff als Bodybuilder und kurze Zeit später entschied er sich für das Wrestling. Darauf traf er den mexikanischen Profiwrestling-Promoter John Roberts. Ashenoff war beeindruckt von der bunten mexikanischen Wrestling-Kultur mit ihren maskierten Wrestlern und deren Superhelden-Gimmicks. Er reiste nach Tijuana in Mexiko, wo er (zusammen mit Rey Mysterio Jr., Psicosis, Halloween und Damián 666) mit verschiedenen Wrestlern der luchadores (so wird eine bestimmte Gruppe mexikanischer Wrestler genannt) trainierte. Sein Debüt gab Ashenoff am 6. Januar 1987 in der Universal Wrestling Alliance. In seinem ersten Match musste er gleich ein Acht-Mann-Tag-Team-Match bestreiten, welches er verlor. Wegen des Gefühls, nicht aus dem Schatten der anderen Wrestler treten zu können, wechselte Ashenoff zur UWA. Dort gelang es ihm dann auch, in die Main Events (Hauptmatches) zu kommen. Als er zur EMLL ging, bekam er den Ringnamen „Konnan El Barbaro“ zugesprochen, welcher vom Spielfilm Conan der Barbar abgeleitet ist. Im Jahre 1991 kämpfte er ohne Maske, nachdem ihm diese in einem Match abgenommen wurde. Am 9. Juni 1991 durfte er den CMLL World Heavyweight Champion als erster Wrestler in einem Tournament gewinnen. Am 18. August 1991 verlor er den Titel in einem Match gegen „Cien Caras“.

### Die Asistencia Asesoría y Administración
Im Jahre 1992 wechselte Konnan, wie auch viele andere Wrestler der EMLL, zur Asistencia Asesoría y Administración (AAA), die kurz davor von dem Mexikaner Antonio Peña gegründet worden war. Dort kürzte Ashenoff seinen Ringnamen von „Konnan El Barbaro“ in einfach „Konnan“. Kurz darauf hatte er eine lang andauernde Fehde mit Cien Caras. Am 30. April 1993 verlor Konnan ein two out of three falls retirement match gegen Caras durch Auszählen dank des Eingreifens von Jake „The Snake“ Roberts bei der Großveranstaltung TripleMania, die in Mexiko-Stadt vor 48.000 Zuschauern stattfand. Diese Zuschauerzahl ist der absolute Rekord im mexikanischen Wrestling, der bis heute nicht gebrochen wurde.
Am 27. Mai 1994 kam Konnan nach einer einjährigen Wrestling-Pause wieder und besiegte Roberts in einem „Hair versus Hair Match“ bei TripleMania II in Tijuana. Später im Jahre 1994 attackierte Konnan seinen eigenen Tag Team-Partner Perro Aguayo. Er formte darauf das Stable Los Gringos Locos, zusammen mit Eddie Guerrero, Art Barr und Louie Spicolli, der zu dieser Zeit unter dem Ringnamen „Madonna´s Boyfriend“ auftrat. Konnans ehemaliger Tag Team-Partner Aguayo revanchierte sich an ihm, indem er Konnan am 6. November 1994 in Los Angeles, Kalifornien in dem ersten, und bis heute auch einzigen Asistencia Asesoría y Administración-Pay-per-View „When Worlds Collide“ in einem Stahlkäfig-Match besiegte. Zu dieser Zeit hatte Konnan bereits einen hohen Popularitätsstatus in Mexiko, und viele seiner Matches wurden im mexikanischen Fernsehen ausgetragen.
Am 2. Februar 1996 besiegte Konnan den Wrestler „Killer“ in Santiago de Querétaro und wurde so der erste „AAA Heavyweight Champion“. Im Oktober 1996 verließ er die AAA und versuchte sich an einer eigenen Wrestling-Promotion, die Promo Azteca. Seinen AAA-Titel gab er ab, ohne ihn jemals verloren zu haben. Der Titel wurde erst im Jahre 2004 wieder in der AAA verwendet. Im Jahre 1998 musste Konnan die Promo Azteka schließen. Nach einer längeren Wrestlingpause in den 2000ern kehrte er wieder zum mexikanischen Wrestling zurück, wo er größtenteils in Mexiko-Stadt und in Guadalajara kämpfte.

### World Wrestling Federation und Extreme Championship Wrestling
| Name           | Management von-bis |
| -------------- | ------------------ |
| Jimmy Hart     | 1996–1997          |
| Kevin Sullivan | 1996–1997          |
| Torrie Wilson  | 1998–1999          |
| Tygress        | 2000               |

Nachdem Konnan vom berühmten Wrestling-Talentsucher Pat Patterson im Jahre 1992 entdeckt wurde, blieb er acht Monate in der World Wrestling Federation unter dem Ringnamen Max Moon. Den Moon-Charakter hat sich Konnan selbst ausgesucht. Er ist darauf gekommen, als er einen japanischen Cartoon im Fernsehen sah. Moon war dort eine Art Cyborg. Nach einigen Unstimmigkeiten mit dem Besitzer der WWF, Vince McMahon, verließ er die WWF. Er meinte, in der WWF von McMahon diskriminiert zu werden. Der Wrestler Paul Diamond übernahm nach Konnans Abgang das Moon-Gimmick.
Mitte der 1990er Jahre ging Konnan ein weiteres Mal nach Mexiko zum Wrestlen. Nachdem er während einer WCW-Tour durch Singapur den Boss des Extreme Championship Wrestlings, Paul Heyman traf, schlug dieser Konnan vor, zur ECW zu wechseln. Im Jahre 1995 tat Konnan dies auch und wrestlete somit für die ECW. Schon kurz nach seinem Eintritt in diese Liga hatte er eine große Fehde mit The Sandman. Sandman erschien in dem PPV November To Remember 1995, welche am 18. November 1995 stattfand, und attackierte Konnan.

### World Championship Wrestling

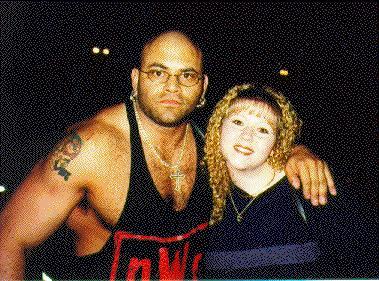
Konnan mit einem Fan, 1998

Konnans erste Erfahrung beim World Championship Wrestling (WCW) begann mit einer Herausforderung von Jim Barnett zu einem so genannten Tryout Match zusammen mit Bobby Eaton. Das Match gefiel den WCW-Verantwortlichen und aus diesem Grund bekam Konnan ein Match bei der Großveranstaltung StarrCade 1990: Collision Course am 16. Dezember 1990 im Kiel Auditorium in St. Louis, Missouri. Zusammen mit seinem Trainer und Mentor Rey Mysterio Sr., kämpfte Konnan bei dem Pat O'Connor Memorial Tournament (O'Connor war kurz vor der Veranstaltung gestorben). Mysterio und er besiegten Norman Smiley und Chris Adams im Viertelfinale, aber dann verloren sie im Halbfinale gegen die Steiner Brothers (Rick und Scott Steiner). Im Glauben, in Mexiko alles gegeben zu haben und seine „Arbeit vollendet zu haben“ [Laut Konnan], ging Konnan im Januar 1996 nach seinem zwischenzeitlichen Aufenthalt in Mexiko wieder zurück zur WCW, mit dem Ziel ein „Main Eventer“ zu werden, was ihm bei seiner ersten Zeit bei WCW nicht gelungen ist. Diesmal wurde er in der WCW besser angenommen und bekam sogar eine höhere Position im Management. Dadurch war er auch maßgeblich an den Einstellungen der Mexikaner Rey Mysterio Jr., Psicosis, Juventud Guerrera und La Parka verantwortlich.
Am 28. Januar 1996 gewann Konnan bei Monday Nitro den WCW United States Championtitel, in dem er George Grey, der unter dem Ringnamen „The One Man Gag“ auftrat, besiegte. Bei der Großveranstaltung Bash At The Beach 1996 am 7. Juli 1996 in Daytona Beach, Florida verlor er den Titel gegen Ric Flair, dank des aktiven Eingreifens in das Match durch Flairs Managerinnen Miss Elizabeth und Woman. Einige Monate nach dem Verlust des Titels trat Konnan in das Wrestlingstable Dungeon of Doom ein.
Am 14. Juli 1997 wurde Konnan Mitglied der New World Order (nWo). Die nWo teilte sich später in zwei Hälften, die nWo - wolfpack, in der Konnan war, und die nWo-Hollywood, in der unter anderem Hollywood Hogan war. Konnan wurde ein neues Rapper Gimmick zugesprochen und er erhielt einen neuen Ringnamen: K-Dawg. Am 30. November 1998 besiegte Konnan Chris Jericho bei einer Episode der WCW-Show „Nitro“ und errang so den WCW World Television Championship. Seine Titelregentschaft endete am 28. Dezember 1998, als er gegen das nWo-Hollywood-Mitglied Scott Steiner in Baltimore, Maryland durch das Eingreifen von Buff Bagwell verlor.
Im Januar 1999 vereinigten sich die beiden Hälften der nWo wieder. Doch schon kurz darauf wurde Konnan aus der nWo rausgeworfen und von den anderen Mitgliedern attackiert. Er tat sich wieder mit Rey Mysterio Jr. zusammen, um gemeinsam gegen die nWo zu kämpfen. Nach einer Fehde mit nWo-Mitglied Lex Luger, wurden Konnan und Mysterio bei der Veranstaltung SuperBrawl IX von dem Stable „The Outsiders“ besiegt. Nach dem Match nahmen The Outsiders Rey Mysterio seine Maske ab. Konnan kritisierte die WCW danach, Storylines zu schreiben, wo einem mexikanischen Wrestler die Maske abgenommen wird, da es im mexikanischen Wrestling Brauch ist, seine Maske im Ring niemals abzunehmen.
Konnan hatte dann viele Monate eine Fehde mit dem Wrestler Disko Inferno und danach mit Stevie Ray. Später gründete er mit Rey Mysterio, Brad Armstrong, Master P das Stable No Limit Soldiers. Nachdem Master P die WCW verlassen hatte, gründete Konnan ein weiteres Stable, die Filthy Animals. Am 18. Oktober 1999 besiegten er und Mysterio, die die Filthy Animals vertraten, das Stable Harlem Heat (bestehend aus Booker T und Stevie Ray) und errangen so den WCW World Tag Team Championship, durch tatkräftige Mithilfe von Billy Kidman und Eddie Guerrero.
Am 24. Oktober 1999 bei der Veranstaltung Halloween Havoc 1999 sollten dann die Filthy Animals im Rückmatch gegen die Harlem Heat antreten, aber einen Tag vor der Show verletzte sich Mysterio. Die Titel wurden dann in einem 3-Way-Tag Team Match angesetzt. Konnan und Billy Kidman vertraten die Filthy Animals und kämpften gegen Harlem Heat und das Team First Family (bestehend aus Hugh Morrus und Brian Knobbs). Das Match gewann Harlem Heat durch Pinfall. Jedoch holten sich Konnan und Kidman die Titel bereits eine Nacht später bei einer Ausgabe von WCW Nitro in Phoenix (Arizona) wieder zurück. Aber auch diese Titelregentschaft sollte nicht lange andauern, da sie die Titel schon am 22. November 1999 gegen Creative Control in Auburn Hills, Michigan wieder verloren.
In den frühen 2000ern wurde Konnan für drei Monate suspendiert, aufgrund von Äußerungen über die WCW. Dort kritisierte er in öffentlichen Interviews das WCW-Management zu heftig, wie die Verantwortlichen seine Suspendierung begründeten. Er habe die Storylines angezweifelt und das Kreativteam kritisiert. Zudem sagte er, dass die WCW unprofessionell mit den Wrestlern arbeite. Es kursierten Gerüchte, dass Konnan wieder zur WWF gehen wolle, was aber nicht passierte. Kurz nach der Wiederkehr von seiner Suspendierung und der Neugründung der Filthy Animals musste Konnan wieder pausieren, diesmal aufgrund einer Verletzung am Trizeps. Mitte der 2000er hatten die Filthy Animals viele Fehden, unter anderem mit Stables wie die Misfits In Action, The Natural Born Thrillers und Team Canada. Am 18. März 2001 bei der Veranstaltung WCW Greed besiegten Lance Storm und Mike Awesome (repräsentierten Team Canada) Hugh Morrus und Konnan, bei einem von Konnans letzten Auftritten in der WCW.
Mitte der 2001er tourte Konnan mit der neu gegründeten Wrestling-Promotion World Wrestling All-Stars durch Australien und Europa. Neben dem Wrestlen kommentierte Konnan auch hin und wieder Kämpfe der Allstars. Später studierte Ashenoff Kriminologie.

### Total Nonstop Action Wrestling
Am 19. Juni 2002 trat Konnan zum ersten Mal bei Total Nonstop Actionwrestling (TNA) auf, bei dem TNA-Pay-per-View im Von Braun Center in Huntsville, Alabama. Er bestritt ein Gauntlet for the Gold Match um den NWA World Heavyweight Championship, verlor aber gegen Malice, nachdem dieser Konnan einen Chokeslam verpasste. Erst am 12. Februar 2003 kam Konnan wieder zur TNA zurück und gründete kurz darauf ein neues Stable, die Authentic Luchadores. In diesem Stable waren außer ihm selbst noch Konnans Freunde Juventud Guerrera, Super Crazy und die Wrestler von „The Spanish Announce Team“ vertreten. Dieses Stable hatte eine Fehde mit Jerry Lynn, die bis zum 2. April andauerte, als Lynn erklärte, dass er die mexikanischen Luchadores mag und respektiert. Mit dieser Äußerung handelte er sich Sympathien bei Konnan ein.

#### Die3Live Kru
Im Mai 2003 freundete sich Konnan mit B.G. James und Ron Killings an, mit denen er auch oft in Tag Team Matches antrat. Im Juli gründete das Trio dann das Wrestlingstable „3Live Kru“. Das erste Match nach der Gründung der 3Live Kru, fand am 13. August 2003 statt. Die drei besiegten das ebenfalls aus drei Wrestlern bestehende Stable „New Church“ (Sinn, Vampire Warrior und Devon Storm). Am 26. November 2003 besiegte die Kru Simon Diamond, Johnny Swinger und Glenn Gilberti in einem Six Man Tag Team Match in Nashville, Tennessee, wodurch sie die NWA World Tag Team Championships gewannen. Am 28. Januar 2004 verlor das Team die Titel dann wieder gegen Kevin Northcutt und Legend in einem Handicapmatch in Nashville.
Im August 2004 begann die Kru eine Fehde mit dem „Team Canada“. Bei dem Pay-per-View TNA Victory Road 2004 am 7. November 2004 in Orlando, Florida kam es zu einem Match zwischen den Kru-Mitgliedern Konnan und James gegen die Team-Canada-Mitglieder Bobby Roode und „Showtime“ Eric Young um die NWA World Tag Team Championships, welches Konnan und James gewannen. Ihre Titelregentschaft dauerte allerdings nur einen Monat an, weil sie die Titel bereits am 5. Dezember 2004 bei der Veranstaltung TNA Turning Point 2004 wieder gegen Team Canada verloren, durch das Eingreifen des verletzten Johnny Devine.
Anfang der 2005er hatte die Kru Fehden mit Michael Shane und Kazarian, Team Canada und mit The Naturals. In den nächsten Wochen bekam die Kru immer öfter Hilfe von Kip James. Zum Beispiel bewahrte er Konnan in einer Ausgabe von TNA vor einem Stuhlschlag. Am 26. November 2005 in einer Episode von iMPACT! fragte B.G. James Killings und Konnan, ob Kip James in die 3Live Kru eintreten darf. Killings und Konnan fanden diese Idee auch gut, und die 4Live Kru wurde geboren.

#### Latin American Exchange
Konnan bildete in der TNA zusammen mit den Wrestlern Homicide und Hernandez die Latin American eXchange. Dies war ein mexikanisch/puerto-ricanisches Stable, das im Jahr 2007 die Tag Team Titles gewann, nachdem sie AJ Styles und Christopher Daniels in einem Titelkampf besiegt hatten.

## Gewonnene Championships (Größte Erfolge)
1. Asistencia Asesoría y Administración
  - AAA Heavyweight Championship (1×)
  - AAA Parejas Increibles Tag Team Championship (1×)
2. Championship Wrestling USA
  - CW-USA Northwest Tag Team Championship (1×) - mit Beetlejuice
3. Consejo Mundial de Lucha Libre
  - CMLL World Heavyweight Championship (1 time)
4. International Wrestling All-Stars
  - IWAS Heavyweight Championship (1×)
  - IWAS Tag Team Championship (1×) - mit Rey Mysterio Jr.
5. International Wrestling Council
  - IWC Heavyweight Championship (1×)
6. Latin American Wrestling Association
  - LAWA Heavyweight Championship (1×)
7. Total Nonstop Action Wrestling
  - NWA World Tag Team Championship (4×) - mit B.G. James/Ron Killings und Homicide/Hernandez
8. World Championship Wrestling
  - WCW United States Championship (1×)
  - WCW World Television Championship (1×)
  - WCW World Tag Team Championship (2×) - mit Rey Mysterio Jr. (1×), und Billy Kidman (1×)
9. World Wrestling Council
  - WWC Universal Heavyweight Championship (1×)
  - WWC Tag Team Championship (1×) - mit Carly Colon